# Agnieszka Korneluk

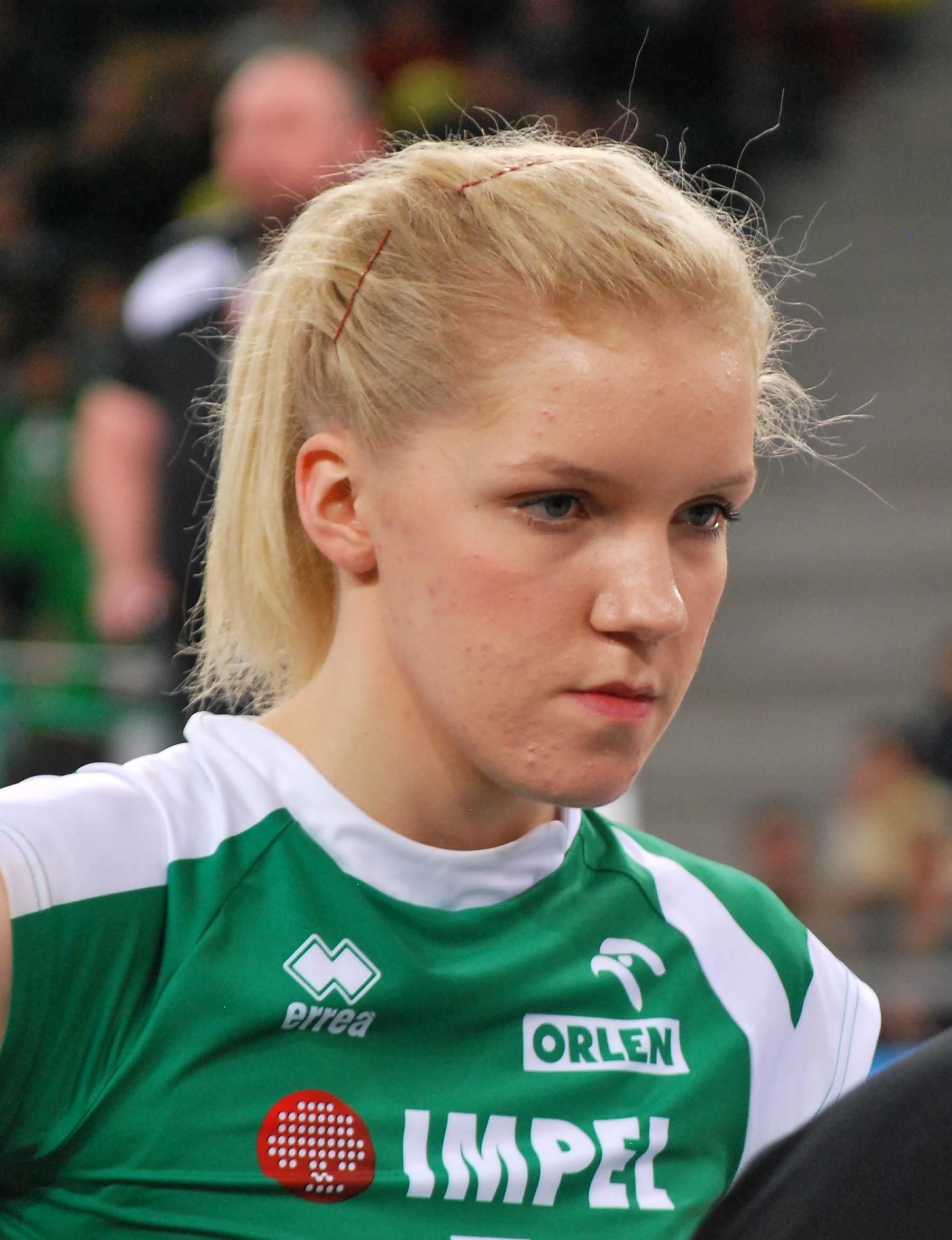
Agnieszka Kąkolewska zawodniczką Impelu Wrocław w sezonie 2013/2014

Agnieszka Korneluk z domu Kąkolewska (ur. 17 października 1994 roku w Poznaniu) – polska siatkarka, grająca na pozycji środkowej, reprezentantka kraju we wszystkich kategoriach wiekowych.
16 czerwca 2012 roku zadebiutowała w seniorskiej kadrze Polski podczas wygranego (3:0) w meczu z Chińskim Tajpej w World Grand Prix 2012. Wystąpiła także w turnieju o Puchar Borysa Jelcyna. 
W czerwcu 2022 zawarła związek małżeński.
Podczas Gali Polskiej Ligi Siatkówki 2025 została wybrana Siatkarką sezonu Tauron Ligi 2024/2025.
Od 2025 roku jest kapitanem reprezentacji Polski.

## Kariera klubowa
| Kariera juniorska | Kariera juniorska           | Kariera juniorska | Kariera juniorska | Kariera juniorska | Kariera juniorska | Kariera juniorska | Kariera juniorska | Kariera juniorska | Kariera juniorska | Kariera juniorska |
| ----------------- | --------------------------- | ----------------- | ----------------- | ----------------- | ----------------- | ----------------- | ----------------- | ----------------- | ----------------- | ----------------- |
| Lata              | Klub                        |                   |                   |                   |                   |                   |                   |                   |                   |                   |
| 2005–2010         | KS Energetyk Poznań         |                   |                   |                   |                   |                   |                   |                   |                   |                   |
| 2010–2013         | SMS PZPS Sosnowiec          |                   |                   |                   |                   |                   |                   |                   |                   |                   |
| Kariera seniorska |                             |                   |                   |                   |                   |                   |                   |                   |                   |                   |
| Lata              | Klub                        |                   |                   |                   |                   |                   |                   |                   |                   |                   |
| 2013–2017         | Impel Wrocław               |                   |                   |                   |                   |                   |                   |                   |                   |                   |
| 2017–2018         | Grot Budowlani Łódź         |                   |                   |                   |                   |                   |                   |                   |                   |                   |
| 2018–2019         | Pomì Casalmaggiore          |                   |                   |                   |                   |                   |                   |                   |                   |                   |
| 2019–2020         | Savino Del Bene Scandicci   |                   |                   |                   |                   |                   |                   |                   |                   |                   |
| 2020–2024         | Grupa Azoty Chemik Police   |                   |                   |                   |                   |                   |                   |                   |                   |                   |
| 2024–2025         | KS DevelopRes Rzeszów       |                   |                   |                   |                   |                   |                   |                   |                   |                   |
| 2025–             | Fenerbahçe Medicana Stambuł |                   |                   |                   |                   |                   |                   |                   |                   |                   |

## Sukcesy klubowe
Mistrzostwo Polski:
- 2021, 2022[9], 2024[10], 2025
- 2014
- 2016, 2018

Superpuchar Polski:
- 2017, 2023[11]

Puchar Polski:
- 2018, 2021, 2023, 2025

## Sukcesy reprezentacyjne
Liga Europejska:
- 2014

Igrzyska Europejskie:
- 2015

Volley Masters Montreux:
- 2019

Liga Narodów:
- 2023, 2024[12], 2025[13]

## Nagrody indywidualne
- 2017: Najlepsza blokująca Turnieju Kwalifikacyjnego do Mistrzostw Świata
- 2017: MVP Superpucharu Polski
- 2018: Najlepsza blokująca Ligi Siatkówki Kobiet
- 2018: Najlepsza blokująca fazy grupowej Ligi Narodów
- 2018: Najlepsza środkowa turnieju Volley Masters Montreux
- 2019: Najlepsza blokująca siatkarka fazy zasadniczej ligi włoskiej - Serie A1[14]
- 2019: Najlepsza środkowa turnieju Volley Masters Montreux
- 2019: Najlepsza środkowa Mistrzostw Europy
- 2024: Najlepsza środkowa turnieju finałowego Ligi Narodów[15]
- 2025: Najlepsza środkowa turnieju finałowego Ligi Narodów[16]